# Alstroemeria ligtu
Alstroemeria ligtu är en alströmeriaväxtart som beskrevs av Carl von Linné. Alstroemeria ligtu ingår i släktet alströmerior, och familjen alströmeriaväxter.

## Underarter
Arten delas in i följande underarter:
- A. l. incarnata
- A. l. ligtu
- A. l. simsii
- A. l. splendens

## Bildgalleri

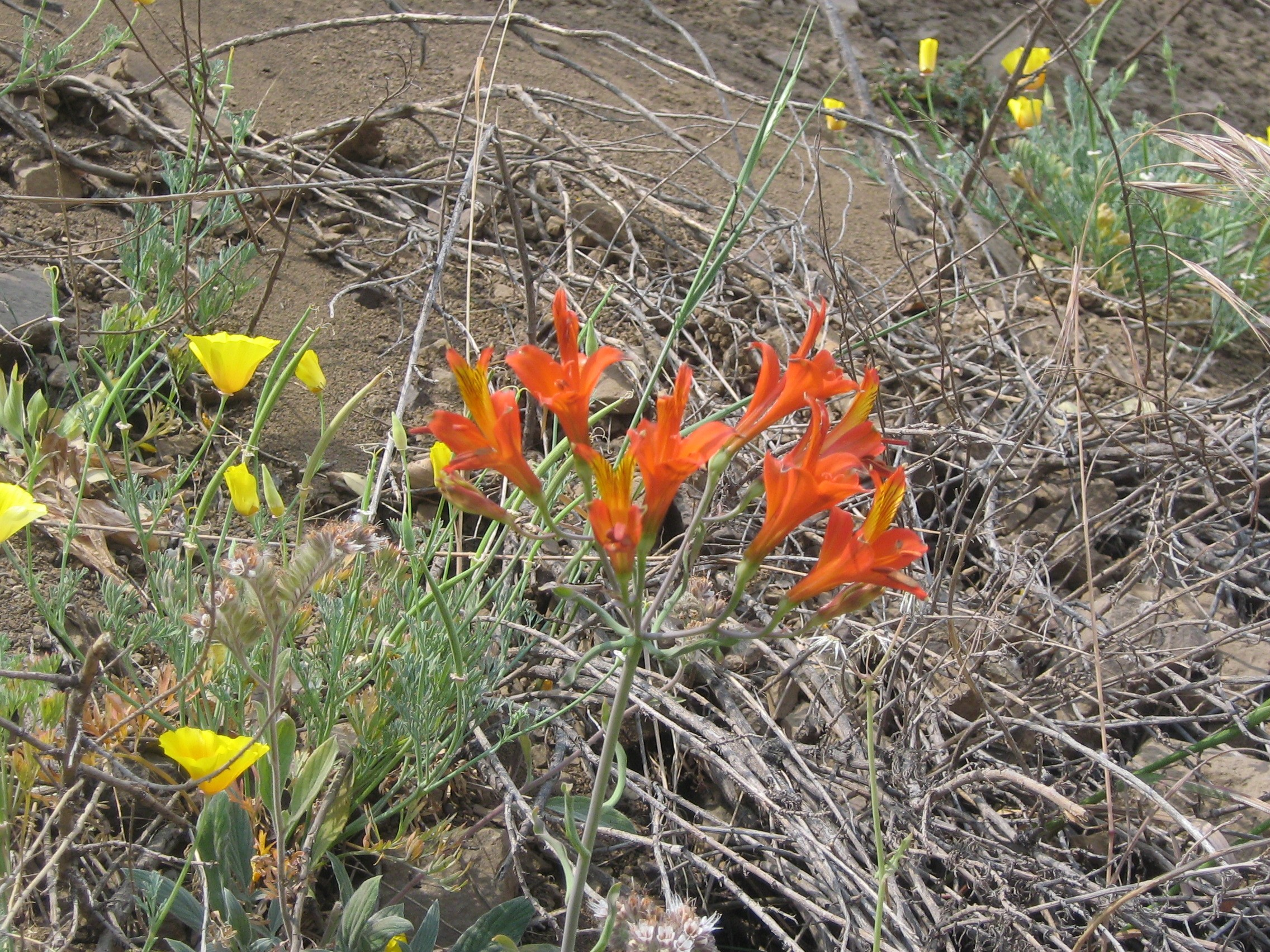
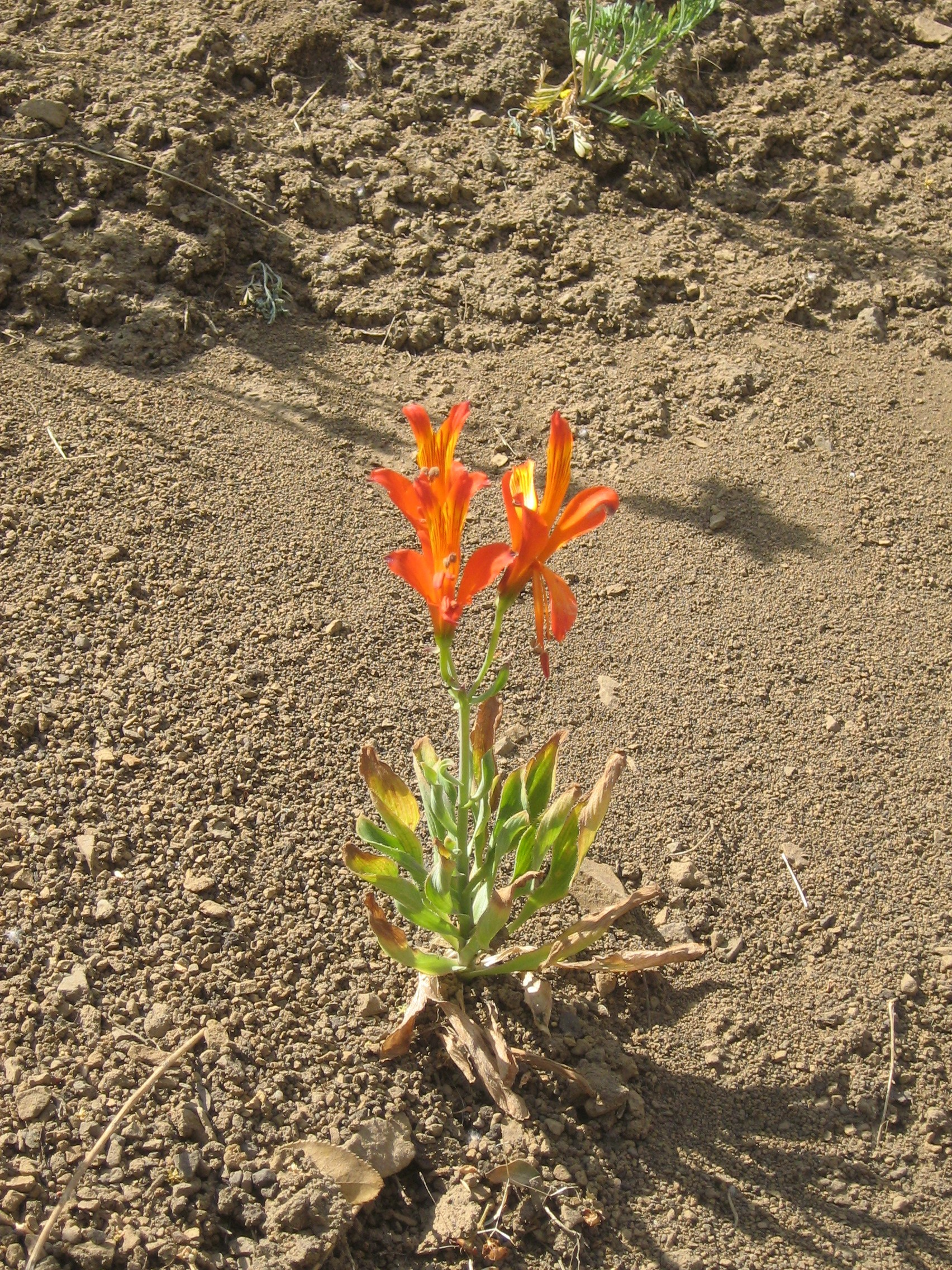